# 도빈 경씨
도빈 경씨(중국어: 耿悼嬪, 1568년 - 1589년)는 명 신종의 후궁이다.

## 생애
경씨는 융경 3년 12월 22일 유시에 태어났다. 만력 11년 5월 15일에 입궁하여, 부인으로써 위빈(伟嫔)이 되었다. 만력 17년 6월 4일, 병환으로 21세의 젊은 나이로 사망했으며, 시호는 도(悼), 묘소는 금산이다.